# Mokhtar Hasni
Mokhtar Hasni (Siliana, 19 marzo 1952 – Siliana, 21 gennaio 2024) è stato un calciatore tunisino, di ruolo attaccante.